# Премія YUNA іншому формату
«YUNA» — щорічна українська щорічна національна професійна музична премія, заснована у 2011 році. Премія іншому формату вручається, починаючи із дев'ятої церемонії, на якій вшановуються досягнення у музиці за 2019 рік. Крім неї, з цього року почали вручати ще одну категорію - найкраща пісня для фільму.

## 2019

### 2019
- - «Dakh Daughters»
  - «Motanka»
  - «Sinoptik»
  - «Вагоновожатые»
  - Луна